# FC St. Pauli

Logo vechi

FC St. Pauli este un club de fotbal din Hamburg, Germania care evoluează în Bundesliga.

## Participări în 1. Bundesliga
Echipa se află la al optulea sezon în 1.Bundesliga, anterioarele participări fiind după cum urmează:
-1977-78-loc 18
-1988-89-loc 10
-1989-90-loc 13
-1990-91-loc 16 (retrogradează după barajul cu Stuttgarter Kickers-1:1,1:1,1:3)
-1995-96-loc 15
-1996-97-loc 18
-2001-02-loc 18

## Weltpokalsiegerbesieger
Acest nume l-au primit după ce pe 6 februarie 2002 au învins Bayern München ,la acea oră deținătoarea titlului de campioană mondială intercluburi, cu scorul de 2:1 prin golurile marcate de Patschinski și Meggle, iar formația a fost următoarea: Henzler - Stanislawski, Gibbs, Berre, Kovalenko-Rahn, Bajramovic, Kientz, Rath - Meggle, Patschinski.

## Antrenori faimoși
- Otto Westphal (1963-1964)
- Kurt Krause (1964-1965)
- Erwin Türk (1970-1971)
- Edgar Preuß (1971-1972)
- Karl-Heinz Mülhausen (1972-1974)
- Kurt Krause (1974-1976)
- Diethelm Ferner (1976-1978)
- Sepp Piontek (1978-1979)
- Michael Lorkowski (1982-1986)
- Willi Reimann (1986-1987)
- Helmut Schulte (1987-1991)
- Horst Wohlers (1991-1992)
- Josef Eichkorn (1992)
- Michael Lorkowski (1992)
- Josef Eichkorn (1992-1994)
- Uli Maslo (1994-1997)
- Klaus-Peter Nemet (1997)
- Eckhard Krautzun (1997)
- Gerhard Kleppinger (1997-1999)
- Willi Reimann (1999-2000)
- Dietmar Demuth (2000-2002)
- Joachim Philipkowski (2002)
- Franz Gerber (2002-2004)
- Andreas Bergmann (2004-2006)
- Holger Stanislawski (2006-2007)
- André Trulsen (2007-2008)
- Holger Stanislawski (2008-2011)
- André Schubert (2011–)